# Истребитель демонов (3-й сезон)
«Истребитель демонов» (яп. 鬼滅の刃 Кимэцу но яиба, досл. «Клинок, уничтожающий демонов», также широко распространён вариант перевода «Клинок, рассекающий демонов») — аниме-сериал, основанный на одноимённой серии манги автора и художника Коёхару Готогэ. Третий сезон, адаптирующий сюжетную арку «Деревня кузнецов», был анонсирован в финальном эпизоде второго сезона. Третий сезон под названием «Истребитель демонов: Деревня кузнецов» адаптировал тома манги с двенадцатого по пятнадцатый (главы 98–127) и выходил в эфир с 9 апреля по 18 июня 2023 года. Режиссёром сезона выступил Харуо Сотодзаки, дизайнером персонажей и главным режиссёром анимации — Акира Мацусима, а над анимацией работала студия Ufotable; все актёры из второго сезона остались прежними.
3 февраля 2023 года в Японии состоялась премьера фильма «Истребитель демонов: Деревня кузнецов», в который вошли 10 и 11 эпизоды сюжетной арки «Квартал красных фонарей» и первый эпизод «Деревни кузнецов», показанный предварительно в рамках фильма. Стриминговый сервис Crunchyroll получил права на показ сезона и начиная с 28 мая 2023 года выпускает английский дубляж.
Заглавной темой сезона стала песня «Kizuna no Kiseki» (яп. 絆ノ奇跡 Кидзуна но кисэки, «Чудесные узы»), а закрывающей — «Koi Kogare» (яп. コイコガレ Кой когарэ, «Стремление»), обе композиции исполнены группой Man with a Mission и певицей Milet. В 11 эпизоде звучит песня «Kamado Nezuko no Uta» (яп. 竈門襧豆子のうた Камадо Нэдзуко но ута, «Песнь Нэдзуко Камадо»), исполненная Го Сииной при участии Нами Накагавы.

## Список серий
| 45 | 1  | Чужой сон «Дарэка но юмэ» (誰かの夢)                                                                            | - Синъя Симомура - Такаси Сухара                                    | - Такаси Сухара - Юити Тэрао      | 9 апреля 2023 г.  |
| Сокрытели обнаруживают Тандзиро, Нэдзуко, Дзэницу и Иноскэ, только что победивших шестых молодых лун, Даки и Гютаро. Мудзан Кибуцудзи собирает в Бесконечной крепости оставшихся пятерых молодых лун — Акадзу, пятую молодую луну Гёкко, четвёртую молодую луну Хантэнгу, вторую молодую луну Дому и первую молодую луну Кокусибо. Он обвиняет их в том, что те не смогли убить семью Убуясики и отыскать синюю паучью лилию. Когда Гёкко сообщает новую информацию, их с Хантэнгу отправляют на совместное задание. Тандзиро по-прежнему восстанавливается от полученных травм, в то время как Дзэницу и Иноскэ вызывают на индивидуальные миссии. Кузнец Хотару Хаганэдзука отказывается выковать новую катану для Тандзиро из-за того, что тот ломал предыдущие, и тогда Тандзиро предлагают отправиться в Деревню кузнецов и обсудить этот вопрос лично с ним. Они с Нэдзуко прибывают туда и встречают старосту деревни Тэттина Тэттикавахару, который уверяет Тандзиро в том, что заставит Хотару выковать новую катану. Тандзиро отправляется на горячие источники, где встречает любовного столпа Мицури Канродзи, расстроенную тем, что её проигнорировали. На горячем источнике Тандзиро и Нэдзуко встречают Гэнъю, истребителя демонов и младшего брата ветряного столпа Санэми Синадзугавы, который отвергает радушие Тандзиро и уходит. В деревне Мицури по секрету рассказывает Тандзиро о спрятанном на территории деревни «секретном оружии», которое может сделать его сильнее, и прощается с братом и сестрой. На следующий день Тандзиро отправляется на поиски оружия, видит спорящего с кем-то туманного столпа Муитиро Токито и видит рядом с ним фигуру, в которой узнаёт человека из своих снов. |    | |                                                                     |                                   |                   |
| 46 | 2  | Ёриити: Тип 0 «Ёриити дзэросики» (縁壱零式)                                                                     | Акихика Уда                                                         | Кэй Цунэмацу                      | 16 апреля 2023 г. |
| Подслушивая разговор, Тандзиро наблюдает за тем, как Муитиро угрожает спорящему с ним малолетнему кузнецу, требуя некий ключ. Тандзиро пытается его защитить, но столп лишает его сознания. Когда Тандзиро приходит в себя, мальчик, которого зовут Котэцу, объясняет, что увиденная им «фигура» — это продвинутый механический тренировочный манекен, созданный по образу и подобию мечника, жившего более трёхсот лет назад, его предками, и так как у него мало родственников, ему придётся передать его следующему поколению. Токито требовал у Котэцу ключ для завода манекена, и мальчик боялся, что столп его сломает. Тандзиро соглашается защищать манекен, но появляется Муитиро, который закончил тренировку и нанёс ему серьёзный ущерб. Тем не менее, когда Котэцу узнаёт, что манекен по-прежнему работает, Тандзиро начинает тренироваться, чтобы стать сильнее высокомерного Муитиро. Однако Котэцу не позволяет Тандзиро есть и пить из-за его провалов, из-за чего тренировки кажутся тому жестокими. Когда Тандзиро наконец теряет сознание от истощения, он представляет себя в загробном мире и видит в реке Сандзу необычный камень, что позволяет ему обнаруживать запахи раньше, чем нить слабого места. Он оборачивает это в свою пользу, нанося мощный удар по голове манекена, которая рассыпается, вследствие чего становится видна спрятанная внутри катана. |    | |                                                                     |                                   |                   |
| 47 | 3  | Катана, которой больше трёхсот лет «Самбяку-нэн идзё: маэ но катана» (300年以上前の刀)                          | Кэн Накадзава                                                       | Хидэки Хосокава                   | 23 апреля 2023 г. |
| Тандзиро и Котэцу видят, что катана заржавела, и разочаровываются. Появляется Хаганэдзука, накачавший мышечную массу, чтобы выковать для Тандзиро катану получше. Он намеревается восстановить древнюю катану, а Тандзиро вручает другую. На следующий день тот пытается подружиться с Гэнъей, однако тот его отвергает, и Тандзиро замечает, что на месте выпавшего у него ранее зуба вырос новый. Гёкко и Хантэнгу втайне проникают в деревню кузнецов. Четвёртая молодая луна находит Тандзиро, Нэдзуко и Муитиро, последний обезглавливает демона. Из отделённых друг от друга тела и головы вырастают два разных демона. После того как один из них, Караку, сносит Муитиро порывом ветра далеко в лес, второму, Сэкидо, почти удаётся одолеть Тандзиро шестом, но появляется Гэнъя, который обезглавливает их обоих выстрелами из обреза и клинком солнца. Однако демоны снова разделяются каждый на двоих; один из них оглушает Тандзиро сверхзвуковой атакой, а Нэдзуко тем временем отбивается от другого, вооружённого копьём. В это время Муитиро бежит обратно на подмогу, но видит, как жизни Котэцу угрожает демон-рыба. Хотя поначалу столп решает не вмешиваться, он вспоминает слова Тандзиро о том, что помогая другим, можно и самому получить от этого пользу, и всё же спасает мальчика в последний момент. |    | |                                                                     |                                   |                   |
| 48 | 4  | Спасибо, Токито «Токито:-кун аригато:» (時透君ありがとう)                                                       | Хидэки Хосокава                                                     | Хидэки Хосокава                   | 30 апреля 2023 г. |
| Муитиро отрубает демону-рыбе голову, но тот умирает только после того, как столп разбивает вазу на его спине. Поначалу столп игнорирует мольбы Котэцу защитить Хотару и другого кузнеца, Кодзо, так как намеревается защитить деревню, однако вспоминает слова Кагаи о том, что тривиальные события могут вернуть ему воспоминания, что побуждает его отправиться на поиски кузнецов, взяв с собой Котэцу. Уроги отбрасывает Тандзиро в лес, и в бою с ним истребитель понимает, что каждый из четырёх демонов олицетворяет определённые эмоции: веселье (Уроги), ярость (Сэкидо), счастье (Караку) и печаль (Айдзэцу), и при разделении слабеет, а их слабое место — язык. Гэнъя поражает Сэкидо и Айдзэцу своей необычайной живучестью, а Нэдзуко поджигает Караку с помощью магии крови и использует его ветер против него, отбрасывая вдаль. Сэкидо обездвиживает её, проткнув шею демона копьём и пропустив по её телу электрический ток. Тандзиро использует способность Уроги летать, чтобы добраться до Нэдзуко и Гэнъи; он отражает атаки Сэкидо с помощью лапы Уроги, которая не может проводить ток, так части тел демонов созданы из одних и тех же клеток. Он освобождает Нэдзуко, которая защищает его от Сэкидо, однако они оба теряют сознание, когда Караку возвращается и наносит им удар порывом ветра. На деревню нападают демоны-рыбы, и Мицури, получив от ворона сигнал бедствия, бежит выручать жителей. |    | |                                                                     |                                   |                   |
| 49 | 5  | Жгучий клинок «Какуто:» (赫刀)                                                                                  | Такуя Нонака                                                        | Такуя Нонака                      | 7 мая 2023 г.     |
| После спасения Кодзо Муитиро отправляется к своему кузнецу за новой катаной, однако их там уже ожидает Гёкко. Мицури прибывает в деревню и с помощью своей продолговатой, похожей на хлыст катаны и Дыхания любви без промедления побеждает демонов-рыб. Затем ей удаётся победить гигантского демона-рыбу, не дав ему съесть старосту Тэттина. Нэдзуко приходит в сознание и убегает от демонов с Тандзиро в руках, но Караку заваливает их обломками. Гёкко показывает противникам отталкивающую скульптуру из мёртвых кузнецов; Муитиро нападает на него и узнаёт, что тот может создавать новые вазы и перемещаться между ними во избежание отрубания головы. Одна из созданных Гёкко ваз окутывает столпа водой, не давая дышать. С помощью своей Магии крови Нэдзуко нагревает лезвие катаны Тандзиро, и оно становится ярко-красным. Сэкидо видит воспоминания Мудзана и понимает, что клинок похож на катану истребителя с серьгами, который едва не убил Кибуцудзи. Когда на лбу Тандзиро появляется огненный шрам, парень использует Танец Бога огня и со сверхчеловеческой скоростью отрубает головы Уроги, Караку и Сэкидо. Затем он замечает, что Гэнъя тем временем обезглавил Айдзэцу, но его поражает то, что Гэнъя принял облик демона. |    | |                                                                     |                                   |                   |
| 50 | 6  | Ты же хотел стать столпом! «Хасира ни нарун дзя най но ка!» (柱になるんじゃないのか!)                           | Сэйдзи Харада                                                       | Кэй Цунэмацу                      | 14 мая 2023 г.    |
| Тандзиро быстро понимает, что Гэнъя сохранил человеческий разум, и поручает ему найти пятого демона после того, как предыдущие четверо не обратились в прах, несмотря на обезглавливание. Он спасает Нэдзуко из-под завалов и поручает ей защищать Гэнъю, однако демоны полностью регенерируют, что вынуждает Тандзиро остаться позади и направлять Гэнъю через лес с помощью своего обоняния. В конечном счёте Гэнъя находит уже уменьшившегося Хантэнгу, тело которого оказывается прочнее, чем у его клонов. У него за спиной появляется Сэкидо. Понимая, что сейчас умрёт, Гэнъя вспоминает своё детство: его отец постоянно жестоко обращался со своей семьёй и в конечном итоге был убит из чувства презрения. Однажды ночью старший ребёнок, Санэми, поклявшийся после смерти отца защищать вместе с Гэнъей свою семью, отправился на поиски пропавшей матери. Под утро на детей напал демон, убивший троих братьев и двоих сестёр Гэнъи и оставивший на его лице шрам. Убежав за помощью, Гэнъя узнал, что Санэми убил их мать; он не знал, что именно она — демон, убивший их братьев и сестёр, и с горя обвинил брата в убийстве. В настоящем он плачет, полагая, что умрёт, так и не извинившись перед Санэми, но его спасает Тандзиро, нападающий на Сэкидо. После того как Гэнъя защищает Тандзиро от Магии крови Айдзэцу, Тандзиро отправляется в погоню за Хантэнгу, намереваясь отрубить ему голову. |    | |                                                                     |                                   |                   |
| 51 | 7  | Злодей «Гокуакунин» (極悪人)                                                                                    | Хидэки Хосокава                                                     | Ё Миура                           | 21 мая 2023 г.    |
| Тандзиро рубит шею Хантэнгу, но не может её рассечь из-за того, что пламя его катаны угасает. Он сталкивается с олицетворением ненависти Хантэнгу, создавшим с помощью Магии крови гигантских деревянных драконов. Гэнъя понимает, что этим демоном является Сэкидо, поглотивший Караку, Уроги и Айдзэцу и получивший их силу. Демон прячет Хантэнгу в деревянном коконе и порицает истребителей за нанесение ему ущерба, называя их злодеями: ведь Хантэнгу маленький и безобидный, и ничего им не сделал. На обвинения демона Тандзиро отвечает тем же, что злит его. Тем временем Гёкко заходит в лачугу Кодзо и обнаруживает его и Хотару, полирующего катану Тандзиро. Несмотря на множество ранений, Хотару упорно игнорирует Гёкко, раздражая того своей концентрацией. Муитиро, близкий к смерти, внезапно видит Тандзиро, который убеждает его в том, что, несмотря на его ошибки, кто-нибудь придёт ему на помощь. Приходит Котэцу, который безрезультатно пытается проткнуть водяную вазу ножом. На него нападает маленький демон, который ранит его в живот. Несмотря на то, что Муитиро просит не помогать ему, Котэцу дует в вазу так, чтобы образовались пузырьки, через которые тот получает воздух, выполняет атаку и освобождается. Муитиро понимает, почему Тандзиро кажется ему знакомым: у него тот же цвет глаз, что и у его отца. |    | |                                                                     |                                   |                   |
| 52 | 8  | «Му» в имени Муитиро «Муитиро: но му» (無一郎の無)                                                              | Дзюнъити Минамино                                                   | Тосиюки Сираи                     | 28 мая 2023 г.    |
| Хотя ему и удаётся выбраться, Муитиро слабеет и немеет из-за отравленных игл. Когда он видит, что на Котэцу вот-вот нападут демоны, и понимает, что не в силах помочь ему, перед его глазами проносится его жизнь. Муитиро был сыном дровосека и жил в лесу. Он осиротел в десять лет после того, как мать тяжело заболела, а отец пошёл за лечебными травами в бурю и погиб. Его циничный старший брат-близнец Юитиро, мучительно переживший их смерть, растил Муитиро, но холодно к нему относился и отстранился от него, говоря, что «му» в его имени означает «бесполезный» (муими). Визит жены Кагаи Аманэ, сообщившей, что близнецы — потомки легендарных мечников, использовавших первородное дыхание, лишь пробудил в Юитиро нигилизм, и тот сорвался на брата, мечтавшего стать Истребителем демонов, высказавшись о том, что помогать другим людям бесполезно, на это способны лишь избранные, а близнецам, как и их родителям, придётся умереть смертью слабых. Однажды ночью демон пришёл в их дом и смертельно ранил Юитиро. Муитиро, ослеплённый яростью, победил демона и стал свидетелем последних мгновений жизни брата, извинявшегося перед ним и молящегося, чтобы он выжил. Последними его словами стали: «„Му“ в имени Муитиро означает „безграничный“» (мугэн). Из-за пробудившихся болезненных воспоминаний у него на лице в настоящем появляется шрам «Безграничный», увеличивающий его скорость и силу. Столп спасает Котэцу и отправляется на помощь Хотару и Кодзо. Гёкко, удивлённый его побегом и наличием шрама, как у Тандзиро, множество раз применяет Магию крови, но понимает, что Муитиро способен дать ему отпор. |    | |                                                                     |                                   |                   |
| 53 | 9  | Туманный столп Муитиро Токито «Касуми басира Токито: Муитиро:» (霞柱 時透無一郎)                                | Акихико Уда                                                         | Ё Миура                           | 4 июня 2023 г.    |
| Во время битвы Муитиро удаётся разозлить Гёкко, оскорбив его искусство. Гёкко принимает свой подлинный облик, становясь огромным похожим на русала существом с непробиваемой чешуёй, и в ярости нападает на Муитиро, продолжающего оскорблять его за стоицизм. Демон считает, что в этой форме легко победит столпа, но тот погружает всё поле боя в туман и незаметно отрубает ему голову. Пока Гёкко рассыпается в прах, Муитиро вспоминает, как Аманэ нашла и спасла его после смерти Юитиро и как он неустанно тренировался, чтобы стать сильнее и научиться вызывать необузданную ярость усилием воли. На помощь утомлённому после битвы столпу приходят Кодзо и Котэцу, который выжил после нападения демона благодаря тому, что его удар пришёлся в гарду катаны покойного пламенного столпа Кёдзюро Рэнгоку, которую мальчику дал Тандзиро, просивший поставить её в его новую катану. Видя гарду своего покойного друга, Муитиро плачет, после чего его посещает видение его умершей семьи. Тем временем во время битвы с демоном ненависти у Тандзиро лопаются барабанные перепонки, а драконы ломают ему ногу. Один из них хватает его, проглатывает и собирается раздавить, но его спасает Мицури, разрезающая дракона. |    | |                                                                     |                                   |                   |
| 54 | 10 | Любовный столп Мицури Канродзи «Кой басира Канродзи Мицури» (恋柱・甘露寺蜜璃)                                  | Юдзи Симидзу                                                        | Юдзи Симидзу                      | 11 июня 2023 г.   |
| Мицури удаётся разрубить драконов. Хотя у неё выходит загнать демона в угол и почти что его обезглавить, Тандзиро кричит, что это не его настоящее тело, и её оглушает его сверхзвуковая атака. Когда демон собирается убить Мицури, она вспоминает своё прошлое. Она обладала невероятным аппетитом, была сильнее любого, даже будучи девушкой, и жаждала любви, но её личность оттолкнула потенциального жениха. В результате она сменила имидж и перекрасила волосы в чёрный, чтобы выглядеть соответственно. Однако после того, как ей сделал предложение мужчина, она ему отказала, так как желала, чтобы её полюбили такой, какая она есть. Затем Мицури вспоминает Обаная Игуро, подарившего ей чулки, которые она носит до сих пор. Тандзиро, Нэдзуко и Гэнъя спасают её и помогают прийти в себя. Она извиняется за свою ошибку и, собравшись с силами, принимается отрубать головы драконов с помощью мощных атак Дыхания любви. Демон замечает, что у неё на шее появился шрам, и направляет всех драконов на неё, отправляя кокон с Хантэнгу в лес. Тандзиро, Нэдзуко и Гэнъя бегут за ним, и Гэнъя демонстрирует свою способность перенимать силы демонов, которых он пожирает, кусая дерево, в котором прячется Хантэнгу. После вскрытия кокона Хантэнгу пытается сбежать, но Нэдзуко набрасывается на него. |    | |                                                                     |                                   |                   |
| 55 | 11 | Крепкие узы. Восход и предрассветный мрак «Цунаида кидзуна каватарэдоки асаборакэ» (繋いだ絆 彼は誰時 朝ぼらけ) | - Кэн Накадзава - Сэйдзи Харада - Такаси Сухара - Дзюнъити Минамино | - Харуо Сотодзаки - Такаси Сухара | 18 июня 2023 г.   |
| Несмотря на свои ранения, Тандзиро догоняет убегающего Хантэнгу, совместив Танец Бога огня и Дыхание молнии. Едва он начинает рубить его шею, Хантэнгу вырастает в более высокого клона себя и пытается убить его. Гэнъя и Нэдзуко останавливают его, но демон падает с обрыва вместе с Тандзиро и Нэдзуко. Пока он пытается догнать прятавшихся кузнецов, чтобы съесть, Тандзиро обезглавливает его с помощью древней катаны, которую ему там же передаёт Муитиро. С восходом он бежит к Нэдзуко, чтобы защитить её от солнечного света, но она даёт ему понять, что клон всё ещё жив и что это не сам Хантэнгу, а лишь олицетворение его обиды. С приходом дня Нэдзуко тут же загорается. Растерявшийся Тандзиро не может выбрать между защитой сестры и убийством демона; Нэдзуко отталкивает его от себя и подаёт сигнал, чтобы тот убил демона. С помощью совмещения техник Тандзиро находит Хантэнгу в сердце его клона, разрубает его и выводит на свет. Перед обращением в пепел демон вспоминает свою человеческую жизнь, когда он был преступником. Тандзиро оплакивает смерть сестры, но выясняется, что Нэдзуко больше не горит, хотя по-прежнему остаётся демоном, что его сильно радует, тем более что та снова начинает говорить. Через воспоминания Хантэнгу Мудзан узнаёт о том, что его цель побороть солнце будет достигнута, если он поглотит Нэдзуко. В прошлом он был больным юношей, жившим в период Хэйан и обречённым на гибель. Взбешённый отсутствием прогресса в лечении, он убил своего лекаря, но понял, что его последнее снадобье улучшило его физические способности, однако теперь ему нельзя выходить на солнечный свет. На протяжении тысячи лет он безуспешно пытался отыскать последний компонент снадобья, Синюю паучью лилию, и обращал людей в демонов только из надежды, что один из них сможет победить солнце. После битвы Муитиро благодарит Тандзиро за то, что тот помог ему вспомнить, кто он такой, а Мицури обнимает их, радуясь, что они выжили. Когда он покидает деревню, кузнецы чествуют Тандзиро за спасение. Тамаё пишет Тандзиро письмо о том, что клетки крови Нэдзуко постоянно видоизменяются, и она не понимает, что же удерживает её от превращения обратно в человека, но ей кажется, что вскоре Нэдзуко перестанет бояться солнечного света. |    | |                                                                     |                                   |                   |

## Выход на носителях
| Том | Том   | Эпизоды                                                              | Персонаж на обложке | Бонусный диск    | Дата выхода  | П.     |
| --- | ----- | -------------------------------------------------------------------- | ------------------- | ---------------- | ------------ | ------ |
|     | 1     | 1                                                                    | Мицури Канродзи     | Саундтрек        | 21 июня 2023 | [ 13 ] |
| 2   | 2–3   | Муитиро Токито                                                       | Саундтрек           | 26 июля 2023     | [ 14 ]       |        |
| 3   | 4–5   | Тандзиро Камадо                                                      | Саундтрек           | 30 августа 2023  | [ 15 ]       |        |
| 4   | 6–7   | Гэнъя Синадзугава                                                    | Саундтрек           | 27 сентября 2023 | [ 16 ]       |        |
| 5   | 8–9   | Тандзиро Камадо, Мицури Канродзи, Гэнъя Синадзугава и Муитиро Токито | Саундтрек           | 25 октября 2023  | [ 17 ]       |        |
| 6   | 10–11 | Тандзиро Камадо и Нэдзуко Камадо                                     | Саундтрек           | 22 ноября 2023   | [ 18 ]       |        |

## Комментарии
1. ↑   (яп. 刀鍛冶の里編 Катанакадзи но сато-хэн)
2. 1 2  По данным из финальных титров каждого эпизода.
3. ↑  49-минутный специальный эпизод.
4. ↑  52-минутный специальный эпизод.